# Ussel (Corrèze)
Ussel è un comune francese di 10 706 abitanti situato nel dipartimento della Corrèze nella regione della Nuova Aquitania, sede di sottoprefettura.

## Società

### Evoluzione demografica
Abitanti censiti

## Amministrazione

### Gemellaggi
- Auray[2]

## Curiosità
Il comune di Ussel viene citato dallo scrittore francese Hector Malot nel suo noto romanzo per ragazzi Senza famiglia del 1878, come una delle tappe del percorso di strada del piccolo Rémi, il trovatello protagonista della storia, del vecchio Vitalis e del loro gruppo di animali.